# Nataša Zverevová

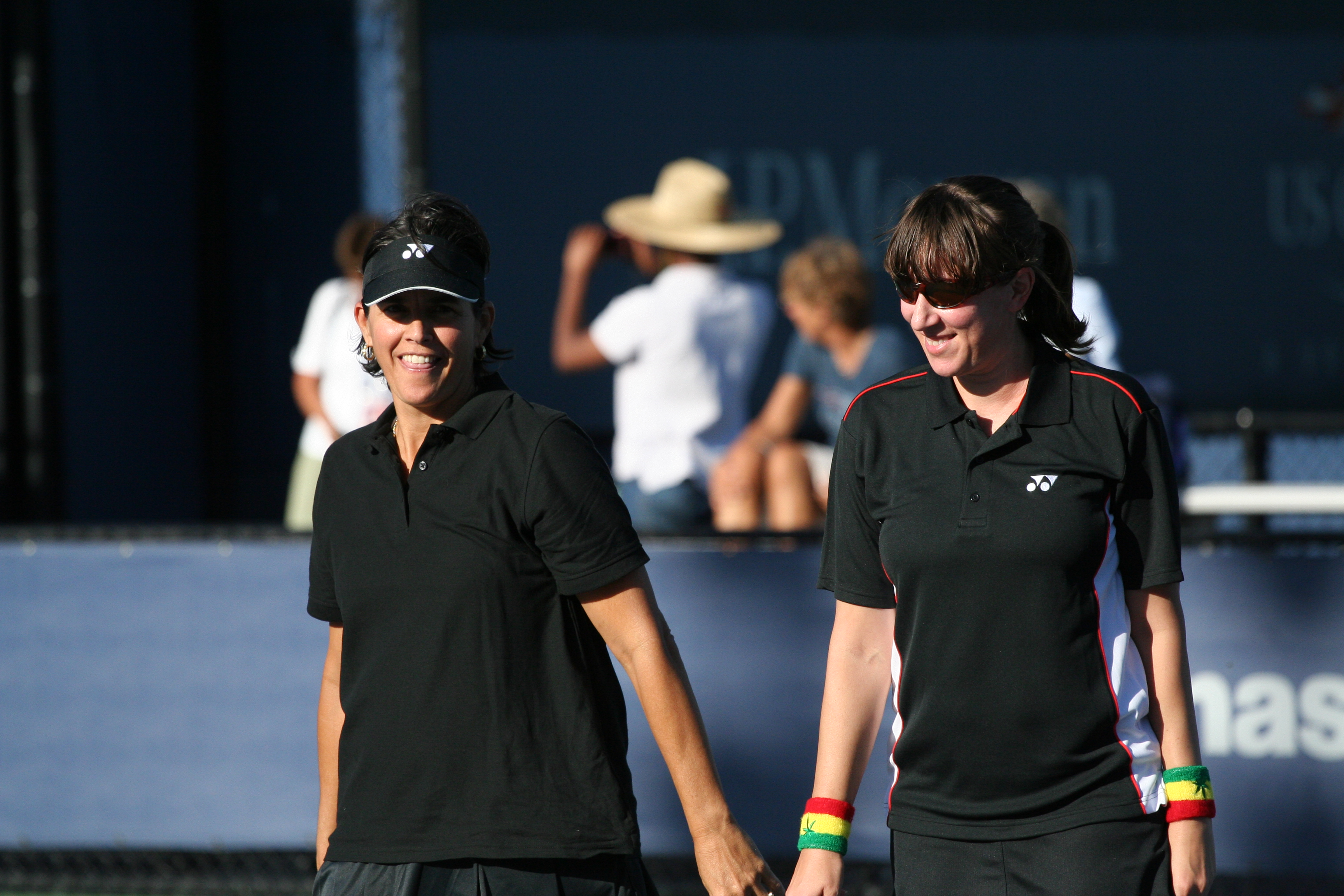
Gigi Fernandezová a Nataša Zverevová na US Open 2010

Natalja „Nataša“ Zverevová, také Natalja Zveravová (bělorusky Наталля Зверава, rusky Наталья Зверева; narozená 16. dubna 1971, Minsk) je bývalá sovětská a po rozpadu Sovětského svazu také běloruská profesionální tenistka. Stala se prvním významným sovětským sportovcem, který po komunistickém systému otevřeně požadoval ponechání vydělaných finančních prostředků v osobním vlastnictví. Nejčastější spoluhráčkou byla Američanka Gigi Fernándezová, s níž na okruhu získala absolutně největší počet grandslamových titulů od éry páru Martiny Navrátilové a Pam Shriverové. Na Letních olympijských hrách 1992 v Barceloně získala spolu s Leilou Meschiovou bronzovou medaili ve čtyřhře. V roce 1991 se stala první běloruskou světovou jedničkou ve čtyřhře. V sezóně 2021 na ni navázala krajanka Aryna Sabalenková.
Na žebříčku WTA byla nejvýše ve dvouhře klasifikována v květnu 1989 na 5. místě a ve čtyřhře pak v říjnu 1991 na 1. místě.
Do Mezinárodní tenisové síně slávy byla uvedena společně s Gigi Fernándezovou 12. července 2010. V minulosti působila jako kapitánka běloruského fedcupového týmu. V týmu drží rekord nejvíce vyhraných dvouher s dvaceti čtyřmi vítězstvími.

## Herní styl
Od základní čáry praktikovala topspinové protiúdery s obouručným bekhendem. Díky dobrému citu v ruce, podle potřeby měnila rotaci a nebála se nabíhat na síť s koncovým volejem. Přes zjevný talent, zažívala především v singlových zápasech fáze zhoršené koncentrace a sebedůvěry.

## Profesionální kariéra
V roce 1986 vyhrála juniorku Wimbledonu, když ve finále zdolala Leilu Meschiovou po setech 2–6, 6–2, 9–7. Spolu s ní získala stejný rok titul na juniorce čtyřhry ve French Open. Následující sezónu 1987 zvítězila také na juniorce US Open, po snadné finálové výhře nad Sandrou Birchovou 6–0, 6–3.
Na profesionálním ženském okruhu WTA Tour získala celkem čtyři tituly ve dvouhře a osmdesát ve čtyřhře, z toho osmnáct grandslamových – pět ve Wimbledonu, pět na French Open, čtyři na US Open a čtyři z Australian Open. Grandslamové trofeje vyhrála postupně se čtyřmi spoluhráčkami: Gigi Fernándezovou, Martinou Hingisovou, Pam Shriverovou a Larisou Savčenkovou Neilandovou.
Nejlepšího výsledku ve dvouhře dosáhla v sedmnácti letech, když na cestě do finále French Open 1988 v osmifinále porazila druhou nasazenou Navrátilovou, poté zdolala turnajovou šestku Helenu Sukovou, v semifinále si poradila s Nicole Bradtkeovou, když dokázala odvrátit dva mečboly. Finále se pak zapsalo do dějin tenisu, jako vůbec nejkratší finálový zápas grandslamu v historii. Steffi Grafová ji deklasovala výsledkem 6–0, 6–0 za pouhých 32 minut a danou sezónu Němka získala tzv. Golden Slam, všechny čtyři grandslamové tituly a olympijské zlato.
Zverevová se stala jednou z mála hráček, které porazily Steffi Grafovou a Moniku Selešovou na jediném grandslamu. Stalo se tak ve Wimbledonu 1998, kde ve třetím kole přehrála čtvrtou nasazenou Grafovou 6–4, 7–5 a v osmifinále pak turnajovou šestku Selešovou 7–6(4), 6–2. V období mezi French Open 1987 a Wimbledonem 2000 odehrála v ženské dvouhře 51 z 54 uskutečněných grandslamů.
Vyjma grandslamových titulů z ženské čtyřhry také dvakrát triumfovala na Australian Open ve smíšené čtyřhře. Poprvé v roce 1990 s Američanem Jimem Pughem a podruhé s jeho krajanem Rickem Leachem roku 1995.
Profesionální kariéru ukončila v sezóně 2002. Na Grand Slamu se naposledy objevila ve Wimbledonu 2002, kde v úvodním kole podlehla Marlene Weingartnerové 4–6, 6–3, 6–2. Poté se na požádání do roku 2007 účastnila deblových soutěží.

## Finále na Grand Slamu

### Dvouhra: 1 (0–1)
| Stav       | rok  | turnaj      | povrch | soupeřka ve finále | výsledek |
| ---------- | ---- | ----------- | ------ | ------------------ | -------- |
| Finalistka | 1988 | French Open | antuka | Steffi Grafová     | 0–6, 0–6 |

- 1) – nejkratší finále v otevřené éře Grand Slamu, 32 minut

### Ženská čtyřhra: 31 (18–13)
| Stav       | rok  | turnaj              | spoluhráčka          | soupeřky ve finále                                | výsledek         |
| ---------- | ---- | ------------------- | -------------------- | ------------------------------------------------- | ---------------- |
| Finalistka | 1988 | Wimbledon (1)       | Larisa Savčenková    | Steffi Grafová Gabriela Sabatiniová               | 6–3, 1–6, 12–10  |
| Vítězka    | 1989 | French Open (1)     | Larisa Savčenková    | Steffi Grafová Gabriela Sabatiniová               | 6–4, 6–4         |
| Finalistka | 1989 | Wimbledon (2)       | Larisa Savčenková    | Jana Novotná Helena Suková                        | 6–1, 6–2         |
| Finalistka | 1990 | French Open (1)     | Larisa Savčenková    | Jana Novotná Helena Suková                        | 6–4, 7–5         |
| Finalistka | 1991 | French Open (2)     | Larisa Savčenková    | Gigi Fernándezová Jana Novotná                    | 6–4, 6–0         |
| Vítězka    | 1991 | Wimbledon (1)       | Larisa Savčenková    | Gigi Fernándezová Jana Novotná                    | 6–4, 3–6, 6–4    |
| Vítězka    | 1991 | US Open (1)         | Pam Shriverová       | Jana Novotná Larisa Savčenková                    | 6–4, 4–6, 7–6(5) |
| Vítězka    | 1992 | French Open (2)     | Gigi Fernándezová    | Conchita Martínezová Arantxa Sánchezová Vicariová | 6–3, 6–2         |
| Vítězka    | 1992 | Wimbledon (2)       | Gigi Fernándezová    | Jana Novotná Larisa Savčenková                    | 6–4, 6–1         |
| Vítězka    | 1992 | US Open (2)         | Gigi Fernándezová    | Jana Novotná Larisa Savčenková                    | 7–6(4), 6–1      |
| Vítězka    | 1993 | Australian Open (1) | Gigi Fernándezová    | Pam Shriverová Elizabeth Smylieová                | 6–4, 6–3         |
| Vítězka    | 1993 | French Open (3)     | Gigi Fernándezová    | Jana Novotná Larisa Savčenková                    | 6–3, 7–5         |
| Vítězka    | 1993 | Wimbledon (3)       | Gigi Fernándezová    | Jana Novotná Larisa Savčenková                    | 6–4, 6–7(9), 6–4 |
| Vítězka    | 1994 | Australian Open (2) | Gigi Fernándezová    | Patty Fendicková Meredith McGrathová              | 6–3, 4–6, 6–4    |
| Vítězka    | 1994 | French Open (4)     | Gigi Fernándezová    | Lindsay Davenportová Lisa Raymondová              | 6–2, 6–2         |
| Vítězka    | 1994 | Wimbledon (4)       | Gigi Fernándezová    | Jana Novotná Arantxa Sánchezová Vicariová         | 6–4, 6–1         |
| Finalistka | 1995 | Australian Open (1) | Gigi Fernándezová    | Jana Novotná Arantxa Sánchezová Vicariová         | 6–3, 6–7(3), 6–4 |
| Vítězka    | 1995 | French Open (5)     | Gigi Fernándezová    | Jana Novotná Arantxa Sánchezová Vicariová         | 6–7(6), 6–4, 7–5 |
| Finalistka | 1995 | Wimbledon (3)       | Gigi Fernándezová    | Jana Novotná Arantxa Sánchezová Vicariová         | 5–7, 7–5, 6–4    |
| Vítězka    | 1995 | US Open (3)         | Gigi Fernándezová    | Brenda Schultzová Rennae Stubbsová                | 7–5, 6–3         |
| Finalistka | 1996 | French Open (3)     | Gigi Fernándezová    | Lindsay Davenportová Mary Joe Fernandezová        | 6–2, 6–1         |
| Vítězka    | 1996 | US Open (4)         | Gigi Fernándezová    | Jana Novotná Arantxa Sánchezová Vicariová         | 1–6, 6–1, 6–4    |
| Vítězka    | 1997 | Australian Open (3) | Martina Hingisová    | Lindsay Davenportová Lisa Raymondová              | 6–2, 6–2         |
| Vítězka    | 1997 | French Open (6)     | Gigi Fernándezová    | Mary Joe Fernandezová Lisa Raymondová             | 6–2, 6–3         |
| Vítězka    | 1997 | Wimbledon (5)       | Gigi Fernándezová    | Nicole Arendtová Manon Bollegrafová               | 7–6(4), 6–4      |
| Finalistka | 1997 | US Open (1)         | Gigi Fernándezová    | Lindsay Davenportová Jana Novotná                 | 6–3, 6–4         |
| Finalistka | 1998 | Australian Open (2) | Lindsay Davenportová | Martina Hingisová Mirjana Lučićová                | 6–4, 2–6, 6–3    |
| Finalistka | 1998 | French Open (4)     | Lindsay Davenportová | Martina Hingisová Jana Novotná                    | 6–1, 7–6         |
| Finalistka | 1998 | Wimbledon (4)       | Lindsay Davenportová | Martina Hingisová Jana Novotná                    | 6–3, 3–6, 8–6    |
| Finalistka | 1998 | US Open (2)         | Lindsay Davenportová | Martina Hingisová Jana Novotná                    | 6–3, 6–3         |
| Finalistka | 1999 | Australian Open (3) | Lindsay Davenportová | Martina Hingisová Anna Kurnikovová                | 7–5, 6–3         |

### Smíšená čtyřhra: 4 (2–2)
| Stav       | rok  | turnaj              | spoluhráč  | soupeřky ve finále                  | výsledek            |
| ---------- | ---- | ------------------- | ---------- | ----------------------------------- | ------------------- |
| Vítězka    | 1990 | Australian Open (1) | Jim Pugh   | Zina Garrisonová Rick Leach         | 4–6, 6–2, 6–3       |
| Finalistka | 1990 | US Open (1)         | Jim Pugh   | Elizabeth Smylieová Todd Woodbridge | 6–4, 6–2            |
| Finalistka | 1991 | Wimbledon (1)       | Jim Pugh   | Elizabeth Smylieová John Fitzgerald | 7–6(4), 6–2         |
| Vítězka    | 1995 | Australian Open (2) | Rick Leach | Gigi Fernándezová Cyril Suk         | 7–6(4), 6–7(3), 6–4 |

## Tituly na okruhu WTA (84)

### Dvouhra: 19 (4–15)

#### Vítězka (4)
| Legenda      |
| Tier II (2)  |
| Tier III (1) |
| Tier IV (1)  |

| Č. | Datum           | Turnaj                     | Povrch      | Finalistka          | Výsledek      |
| -- | --------------- | -------------------------- | ----------- | ------------------- | ------------- |
| 1. | 7. ledna 1990   | Brisbane, Austrálie        | tvrdý       | Rachel McQuillanová | 6–4, 6–0      |
| 2. | 14. ledna 1990  | Sydney, Austrálie          | tvrdý       | Barbara Paulusová   | 4–6, 6–1, 6–3 |
| 3. | 13. února 1994  | Chicago, Spojené státy     | koberec (h) | Chanda Rubinová     | 6–3, 7–5      |
| 4. | 20. června 1999 | Eastbourne, Velká Británie | tráva       | Nathalie Tauziatová | 0–6, 7–5, 6–3 |

#### Finalistka (15)
| Legenda        |
| Grand Slam (1) |
| Tier I (3)     |
| Tier II (5)    |
| Tier III (1)   |
| Tier IV (1)    |
| Tier V (1)     |
| VS (3)         |

| Č.  | Datum              | Turnaj                            | Povrch      | Vítězka               | Výsledek         |
| --- | ------------------ | --------------------------------- | ----------- | --------------------- | ---------------- |
| 1.  | 9. listopadu 1986  | Little Rock, Spojené státy        | koberec (h) | Kathy Rinaldiová      | 6–4, 6–7(7), 6–0 |
| 2.  | 8. listopadu 1987  | Little Rock, Spojené státy        | koberec (h) | Sandra Cecchiniová    | 0–6, 6–1, 6–3    |
| 3.  | 15. listopadu 1987 | Chicago, Spojené státy            | koberec (h) | Martina Navrátilová   | 6–1, 6–2         |
| 4.  | 5. června 1988     | French Open, Paříž, Francie       | antuka      | Steffi Grafová        | 6–0, 6–0         |
| 5.  | 19. června 1988    | Eastbourne, Velká Británie        | tráva       | Martina Navrátilová   | 6–2, 6–2         |
| 6.  | 21. srpna 1988     | Montréal, Kanada                  | tvrdý       | Gabriela Sabatiniová  | 6–1, 6–2         |
| 7.  | 6. listopadu 1988  | Worchester, Spojené státy         | koberec (h) | Martina Navrátilová   | 6–7(4), 6–4, 6–3 |
| 8.  | 9. dubna 1989      | Hilton Head Island, Spojené státy | antuka      | Steffi Grafová        | 6–1, 6–1         |
| 9.  | 15. října 1989     | Moskva, Sovětský svaz             | koberec (h) | Gretchen Magersová    | 6–3, 6–4         |
| 10. | 16. června 1991    | Birmingham, UK                    | tráva       | Martina Navrátilová   | 6–4, 7–6(6)      |
| 11. | 17. října 1993     | Filderstadt, Německo              | koberec (h) | Mary Pierceová        | 6–3, 6–3         |
| 12. | 20. března 1994    | Key Biscayne, Spojené státy       | tvrdý       | Steffi Grafová        | 4–6, 6–1, 6–2    |
| 13. | 3. dubna 1994      | Hilton Head Island, Spojené státy | antuka      | Conchita Martínezová  | 6–4, 6–0         |
| 14. | 9. října 1994      | Curych. Švýcarsko                 | koberec (h) | Magdalena Malejevová  | 7–5, 3–6, 6–4    |
| 15. | 5. března 1995     | Indian Wells, Spojené státy       | tvrdý       | Mary Joe Fernandezová | 6–4, 6–3         |

### Čtyřhra (80)
Grand slam tučně.
- 1988: Birmingham (spoluhráčka Larisa Savčenková)
- 1988: Indianapolis VS of Indianapolis (Larisa Savčenková)
- 1989: Amelia Island (Larisa Savčenková)
- 1989: French Open (with Larisa Savčenková)
- 1989: Birmingham (Larisa Savčenková)
- 1989: Moskva (Larisa Savčenková)
- 1989: Chicago (Larisa Savčenková)
- 1990: Birmingham (Larisa Savčenková)
- 1990: Eastbourne (Larisa Savčenková)
- 1990: Orlando (Larisa Savčenková)
- 1991: Boca Raton (Larisa Savčenková)
- 1991: Hilton Head Island (Claudia Kohdeová-Kilschová)
- 1991: Berlín (Larisa Savčenková)
- 1991: Eastbourne (Larisa Savčenková)
- 1991: Wimbledon (Larisa Savčenková)
- 1991: Toronto (Larisa Savčenková)
- 1991: Manhattan Beach (Larisa Savčenková)
- 1991: US Open (Pam Shriverová)
- 1991: Brighton (Pam Shriver)
- 1992: Boca Raton (Larisa Savčenková)
- 1992: Hilton Head Island (Arantxa Sánchezová Vicariová)
- 1992: Amelia Island (Arantxa Sánchez Vicario)
- 1992: French Open (Gigi Fernándezová)
- 1992: Wimbledon (Gigi Fernández)
- 1992: US Open (Gigi Fernández)
- 1992: Curych (Helena Suková)
- 1992: Oakland (Gigi Fernández)
- 1992: Fidelfie (Gigi Fernández)
- 1993: Australian Open (Gigi Fernández)
- 1993: Delray Beach (Gigi Fernández)
- 1993: Wesley Chapel (Gigi Fernández)
- 1993: Hilton Head Island (Gigi Fernández)
- 1993: Berlín (Gigi Fernández)
- 1993: French Open (Gigi Fernández)
- 1993: Eastbourne (Gigi Fernández)
- 1993:  Wimbledon (Gigi Fernández)
- 1993: Lipsko (Gigi Fernández)
- 1993: Filderstadt (Gigi Fernández)
- 1993: Virginia Slims Championships (Gigi Fernández)
- 1994: Australian Open (Gigi Fernández)
- 1994: Chicago (Gigi Fernández)
- 1994: Key Biscayne (Gigi Fernández)
- 1994: Rome (Gigi Fernández)
- 1994: Berlín (Gigi Fernández)
- 1994: French Open (Gigi Fernández)
- 1994: Eastbourne (Gigi Fernández)
- 1994: Wimbledon (Gigi Fernández)
- 1994: Filderstadt (Gigi Fernández)
- 1994: Philadelphia (Gigi Fernández)
- 1994: Virginia Slims Championships (Gigi Fernández)
- 1995: Tokio Pan Pacific (Gigi Fernández)
- 1995: Řím (Gigi Fernández)
- 1995: French Open (Gigi Fernández)
- 1995: San Diego (Gigi Fernández)
- 1995: Manhattan Beach (Gigi Fernández)
- 1995: US Open (Gigi Fernández)
- 1995: Filderstadt (Gigi Fernández)
- 1996: Tokio Pan Pacific (Gigi Fernández)
- 1996: Manhattan Beach (Lindsay Davenportová)
- 1996: US Open (Gigi Fernández)
- 1997: Australian Open (Martina Hingisová)
- 1997: Tokio Pan Pacific (Lindsay Davenport)
- 1997: Indian Wells (Lindsay Davenport)
- 1997: Key Biscayne (Arantxa Sánchez Vicario)
- 1997: Štrasburk (Helena Suková)
- 1997: French Open (Gigi Fernández)
- 1997: Wimbledon (Gigi Fernández)
- 1997: Moskva (Arantxa Sánchez Vicario)
- 1998: Indian Wells (Lindsay Davenport)
- 1998: Berlín (Lindsay Davenport)
- 1998: Stanford (Lindsay Davenport)
- 1998: San Diego (Lindsay Davenport)
- 1998: Los Angeles (Martina Hingis)
- 1998: Filderstadt (Lindsay Davenport)
- 1998: Moskva (Mary Pierceová)
- 1998: Chase Championships (Lindsay Davenport)
- 1999: Tokio Pan Pacific (Lindsay Davenport)
- 2000: Hannover (Åsa Svenssonová)
- 2000: Hamburk (Anna Kurnikovová)
- 2002: Madrid (Martina Navrátilová)

## Chronologie výsledků ve dvouhře na Grand Slamu
| Legenda | Legenda                                   | Legenda | Legenda                     |
| ------- | ----------------------------------------- | ------- | --------------------------- |
| SR      | poměr vyhraných turnajů ku všem odehraným | W–L V–P | výhry–prohry                |
| NH      | daný rok se turnaj nekonal                | A       | turnaje se hráč nezúčastnil |
| 1Q / LQ | prohra v (kole) kvalifikace               | 1k / 1R | prohra v daném kole turnaje |
| QF / ČF | prohra ve čtvrtfinále                     | SF      | prohra v semifinále         |
| F       | prohra ve finále                          | Vítěz   | vítězství v turnaji         |

| Turnaj          | 1987  | 1988  | 1989  | 1990  | 1991  | 1992  | 1993  | 1994  | 1995  | 1996  | 1997  | 1998  | 1999  | 2000  | 2001  | 2002  | Celkem SR |
| --------------- | ----- | ----- | ----- | ----- | ----- | ----- | ----- | ----- | ----- | ----- | ----- | ----- | ----- | ----- | ----- | ----- | --------- |
| Australian Open | A     | A     | A     | 2R    | 4R    | 2R    | 3R    | 1R    | QF    | 1R    | 3R    | 3R    | 3R    | 2R    | A     | A     | 0 / 11    |
| French Open     | 3R    | F     | 1R    | 4R    | 2R    | QF    | 4R    | 4R    | 1R    | 3R    | 4R    | 2R    | 2R    | 4R    | A     | A     | 0 / 14    |
| Wimbledon       | 4R    | 4R    | 3R    | QF    | 2R    | QF    | QF    | 1R    | 3R    | 2R    | 1R    | SF    | 2R    | 2R    | A     | 1R    | 0 / 15    |
| US Open         | 3R    | 1R    | 4R    | 2R    | 4R    | 3R    | QF    | A     | 4R    | 3R    | 3R    | 2R    | 2R    | A     | A     | A     | 0 / 12    |
| SR              | 0 / 3 | 0 / 3 | 0 / 3 | 0 / 4 | 0 / 4 | 0 / 4 | 0 / 4 | 0 / 3 | 0 / 4 | 0 / 4 | 0 / 4 | 0 / 4 | 0 / 4 | 0 / 3 | 0 / 0 | 0 / 1 | 0 / 52    |